# Oxyopsis
Oxyopsis es un género de mantis de la familia Mantidae.

## Especies
Las especies que conforman este género son:
- Oxyopsis acutipennis
- Oxyopsis festae
- Oxyopsis gracilis
- Oxyopsis lobeter
- Oxyopsis media
- Oxyopsis obtusa
- Oxyopsis oculea
- Oxyopsis peruviana
- Oxyopsis rubicunda
- Oxyopsis saussurei
- Oxyopsis stali